# Doron Jamchy
Doran Jamchy, né le 1er juillet 1961 à Ramat Gan, est un ancien basketteur israélien.

## Biographie
Après avoir débuté avec le Maccabi Ramat Gan à l'âge de 17 ans, il rejoint le « club nation » du Maccabi Tel-Aviv. Avec celui-ci, il remporte 11 titres de champions et 7 coupes nationales. Sur la scène européenne, il dispute trois finales consécutives de Coupe des clubs champions, en 1987 face à l'Milan à Lausanne sur le score de Milan 71-69, puis lors du Final Four 1988 disputé à Gand où le Maccabi est de nouveau battu par Milan en finale sur le score de 90 à 84 après avoir éliminé le Partizan Belgrade en demi-finale . En 1989, c'est le Yugosplatika Split de Toni Kukoč, Dino Radja qui met fin aux espoirs du Maccabi. La partie se joue en partie sur l'ajustement fait par l'entraîneur des Yougoslaves Božidar Maljković à la mi-temps: il place  Zoran Sretenovic sur Jamchy qui avait marqué 19 points avant la pause et qui ne marquera plus aucun point après celle-ci.
Il détient le record de point marqué par un joueur pour l'équipe d'Israël.

## Palmarès

### Club
compétitions internationales 
- Finaliste de la Coupe des clubs champions 1987, 1988, 1989, 2000

 compétitions nationales 
- 11 fois champion d'Irsaël
- 7 fois vainqueur de la Coupe d'Israël

### Sélection nationale
Championnats du monde
- 7e du Championnat du monde 1986,  Espagne

Championnats d'Europe
- 6e du Championnat d'Europe 1981,  Tchécoslovaquie
- 6e du Championnat d'Europe 1983,  France
- 9e du Championnat d'Europe 1985,  Allemagne de l'Ouest
- 11e du Championnat d'Europe 1987,  Grèce
- 14e du Championnat d'Europe 1993,  Allemagne
- 9e du Championnat d'Europe 1995,  Grèce